# 马蹄镇 (遵义市)
马蹄镇，是中华人民共和国贵州省遵义市播州区下辖的一个乡镇级行政单位。

## 行政区划
马蹄镇下辖以下地区：
马蹄居社区、新平村、洋河村、石壁庄村、永华村、大石村、团江村、长远村、平海村和军河村。